# Piergiorgio Negrisolo
Piergiorgio Negrisolo (Viadana, 22 luglio 1950) è un ex calciatore italiano, di ruolo difensore o centrocampista.

## Biografia
Sposato con Diana, ha due figlie, Elisabetta ed Eleonora, e risiede a Reggio Emilia.
Si è diplomato in ragioneria e dal 1984 è promotore finanziario.

## Carriera

### Club

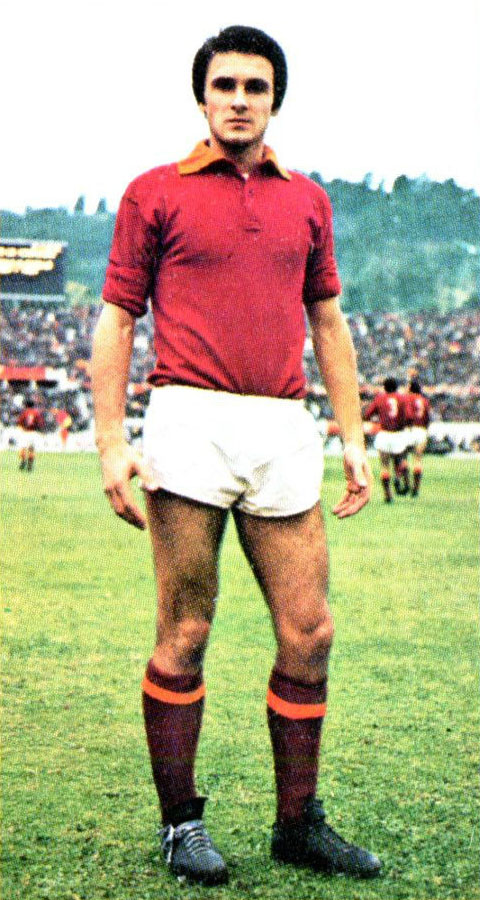
Negrisolo alla Roma nella stagione 1974-1975

Dopo il primo campionato con la Reggiana in Serie B, dove venne premiato con il Trofeo Luciano Marmo, esordì in Serie A nella Sampdoria, disputando complessivamente 5 stagioni dal 1968 al 1973, per poi passare alla Roma per tre stagioni.
Nils Liedholm, che aveva appena rilevato Manlio Scopigno sulla panchina giallorossa, lo schierò subito tra i titolari, ricevendone buone impressioni. In particolare, nel primo derby di quell'anno, Negrisolo segnò un gol che, se non utile ai fini del risultato, ebbe comunque l'effetto di proporlo all'attenzione di una tifoseria in cerca di beniamini.
Nato terzino, nella Capitale diventò tornante, per assicurare sostegno atletico alla coppia di mezzali formata da Franco Cordova e Giancarlo De Sisti. Proprio l'equilibrio era la caratteristica che rese competitiva la compagine romana in quel campionato 1974-1975, che la vede tornare ad alti livelli a venti anni dall'ultimo terzo posto ottenuto. Negli anni successivi Negrisolo rimase sempre su discreti livelli, ma pagò la pessima annata 1975-1976, quando le aspettative dettate dalla campagna acquisti estiva non furono poi confermate dall'esito del campo, che vide la Roma piazzarsi nella parte destra della classifica.
Nel 1976, con il presidente Anzalone bisognoso di incassare, la società accettò l'offerta di Valcareggi e Negrisolo passò dunque malvolentieri al Verona, con cui disputò tre campionati di massima serie fino al 1979, anno della retrocessione fra i cadetti degli scaligeri (e in cui lui sarebbe potuto approdare al Milan riallacciandosi con il Barone, trovando l'opposizione del presidente veronese), mentre nella stagione 1979-1980 militò nel Pescara, patendo la seconda retrocessione consecutiva in Serie B. Nello stesso anno fu coinvolto nello scandalo del Totonero, subendo una squalifica di cinque mesi.
Dopo un paio di stagioni al Pescara, tra i cadetti, rimase nella categoria passando al Rimini, dove viene ricordato anche per la doppietta che consentì ai biancorossi di espugnare per 2-1 l'Olimpico di Roma contro la Lazio. Proseguì poi la carriera in Serie C, concludendo nel 1986 con il Sassuolo. Ha totalizzato complessivamente con 256 presenze e 13 reti in Serie A e 69 presenze e 4 reti in Serie B.

### Nazionale
Ha collezionato, durante la sua militanza nella Sampdoria, 3 presenze nella nazionale Under-21 e 3 nella nazionale Under-23.
Nel 1970 fu tra i 40 preconvocati per i mondiali del Messico, ma non fu tra i 22 che partirono per la spedizione mondiale.